# Найжорстокіший рік
«Найжорстокіший рік» (англ. A Most Violent Year) — американська кримінальна драма 2014 року за сценарієм і режисурою Джей Сі Чандора.
Прем'єра фільму відбулася на відкритті AFI Fest 6 листопада 2014 року, а в кінотеатрах він вийшов 31 грудня 2014 року. Фільм приніс 12 мільйонів доларів при бюджеті в 20; Джей Сі Чандор, Ніл Додсон і Анна Герб здобули нагороду Національної спілки кінокритиків за найкращий фільм.

## Синопсис
У Нью-Йорку 1981 року амбітний іммігрант бореться за захист свого бізнесу та сім'ї під час найнебезпечнішого року в історії міста.

## У ролях
| Актор                   | Роль                   |
| ----------------------- | ---------------------- |
| Оскар Айзек             | Абель Моралес          |
| Джессіка Честейн        | Анна Моралес           |
| Алессандро Нівола       | Пітер Форенте          |
| Девід Оєлово            | Лоуренс                |
| Альберт Брукс           | адвокат Ендрю Волш     |
| Каталіна Сандіно Морено | Луїза                  |
| Ешлі Вільямс            | помічниця шерифа Лендж |
| Елієс Габель            | Джуліан                |
| Крістофер Ебботт        | Луїс Сервідіо          |
| Ґленн Флешлер           | Арнольд Клейн          |
| Піко Александер         | Еліас Моралес          |

## Виробництво
23 травня 2013 року Deadline повідомив, що Джей Сі Чандор напише сценарій та зрежисує фільм «Найжорстокіший рік», зйомки якого повинні були розпочатися восени. Ніл Додсон і Анна Герб були продюсерами фільму разом з Гленом Баснером з FilmNation Entertainment як виконавчим продюсером. 22 січня 2014 року A24 Films придбала в США права на розповсюдження фільму, який A24 потім планував випустити в четвертому кварталі 2014 року. Фільм співфінансували Image Nation та Participant Media, а продюсували Before the Door Pictures та Washington Square Films.

### Кастинг
5 червня 2013 року Хав'єр Бардем отримав головну роль. 16 липня 2013 року Джессіка Честейн приєдналася до акторського складу, щоб зіграти головну роль разом з Бардемом.  3 грудня 2013 року Оскар Айзек офіційно замінив Бардема. 27 січня 2014 року до фільму приєднався Альберт Брукс, який зіграв адвоката, а актриса Каталіна Сандіно Морено також приєдналася до фільму у ролі другого плану.  29 січня 2014 року, коли вже йшли зйомки, до акторського складу приєднався Девід Ойєлово. Серед інших акторів – Ешлі Вільямс, Еліс Габель, Харріс Юлін, Жизель Айзенберг та Елізабет Марвел. 21 лютого 2014 року Алессандро Нівола отримав роль Пітера Форенте.

### Знімання
Основне знімання почали 29 січня 2014 року в Нью-Йорку.

## Випуск
Світова прем'єра фільму відбулася на фестивалі AFI Fest 6 листопада 2014 року в театрі Dolby в Голлівуді. Фільм вийшов у чотирьох кінотеатрах США 31 грудня 2014 року компанією A24 Films, а з цього моменту фільм був розширений до загальнонаціонального прокату. У Великій Британії фільм випустила Icon Film Distribution.

## Зовнішні посилання
- A Most Violent Year на сайті IMDb (англ.)
- A Most Violent Year на сайті Rotten Tomatoes (англ.)
- A Most Violent Year на сайті Metacritic (англ.)